# Musellaro
Musellaro è una frazione del comune italiano di Bolognano, nella provincia di Pescara, in Abruzzo.

## Storia
La storia della frazione è strettamente legata a quella del comune di Bolognano. Segni di preistoria vengono dalla Grotta dei Piccioni, che testimonia presenze molto remote. In epoca proto-storica fu territorio dei Marrucini. In seguito divenne colonia romana. In epoca altomedievale fu Castello dell'Abbazia di San Clemente a Casauria con il toponimo di Mosellolo; dopo l'invasione saracena del X secolo, Ota di Penne approfitta della distruzione del Monastero Casauriense per appropriarsene, ma suo figlio Scifredo nel 986 lo restituisce ad Adamo, Abate del restaurato Monastero: il territorio del Castello è piuttosto ampio e comprende anche Bolognano (Boloniano) insieme con Mosellola, Frelle, Tocco, Casule e Cori. Nel 1111 compaiono come Signori del castello di Mosellole i fratelli Dodone, Oderisio e Gerardo, presenti alla convenzione tenutasi in questo anno nell'Isola della Pescara presso l'abbazia di San Clemente a Casauria per la ridefinizione del suo assetto territoriale. 
Successivamente divenne baronia con un vassallo dei signori del luogo. Il più noto barone è Tiburzio Tuzio che,nel 1213, donò una parte del suo castello per costruire l'odierna chiesa. Dapprima, c'era una cappella fuori le mura intitolata a San Nicola. Spesso questa chiesa era preda di saccheggi. Comparvero nella borgata un crocifisso e un quadro su tela di Santa Maria, venuti dalla Terrasanta, attirando molti pellegrini. Vennero donati dal conte del Balzo, della linea di Presenzano. Grazie a una bolla papale di Gregorio X sappiamo che c'era un monastero benedettino nei pressi della contrada chiamato san Cleto di Musellaro. Nei secoli successivi fu sotto il dominio del Regno di Napoli e del Regno delle due Sicilie, cui fu molto legata ai due regni. Famose sono le gesta del crocifisso. Il monumento a piazza del genio ai caduti delle due guerre mondiali indica la partecipazione dei musellaresi ai due conflitti. Raffaele Salvio detiene il grado più alto dei caduti della prima guerra mondiale, essendo stato promosso a sergente maggiore. Nella parte dedicata ai caduti della seconda guerra mondiale più musellaresi sono stati decorati con la medaglia d'argento al valore militare.
Il Comune, autonomo fino al 1927 nell'ambito della provincia di Chieti, fu accorpato nel 1928 all'attuale comune di Bolognano.

## Galleria d'immagini

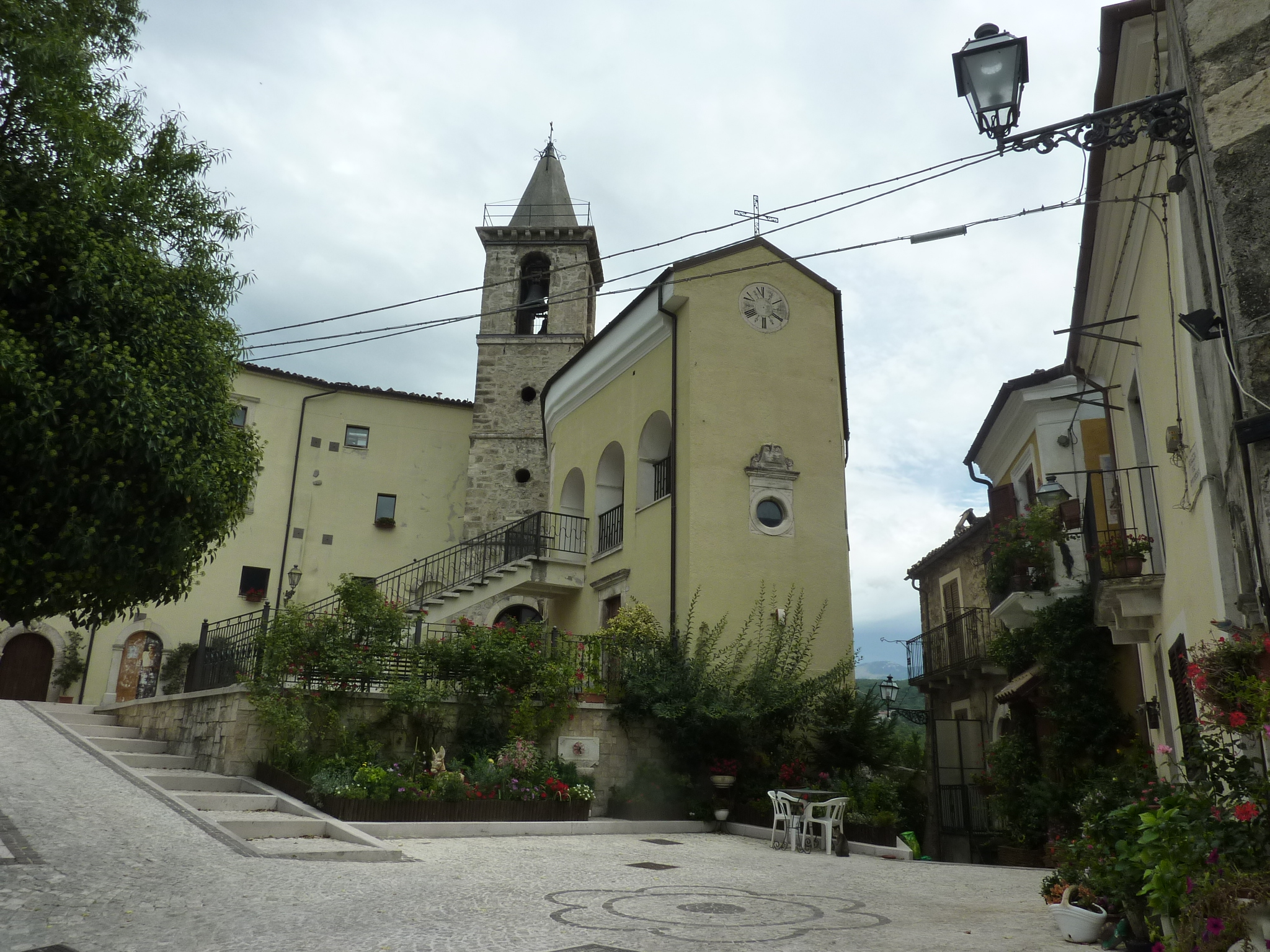
Musellaro
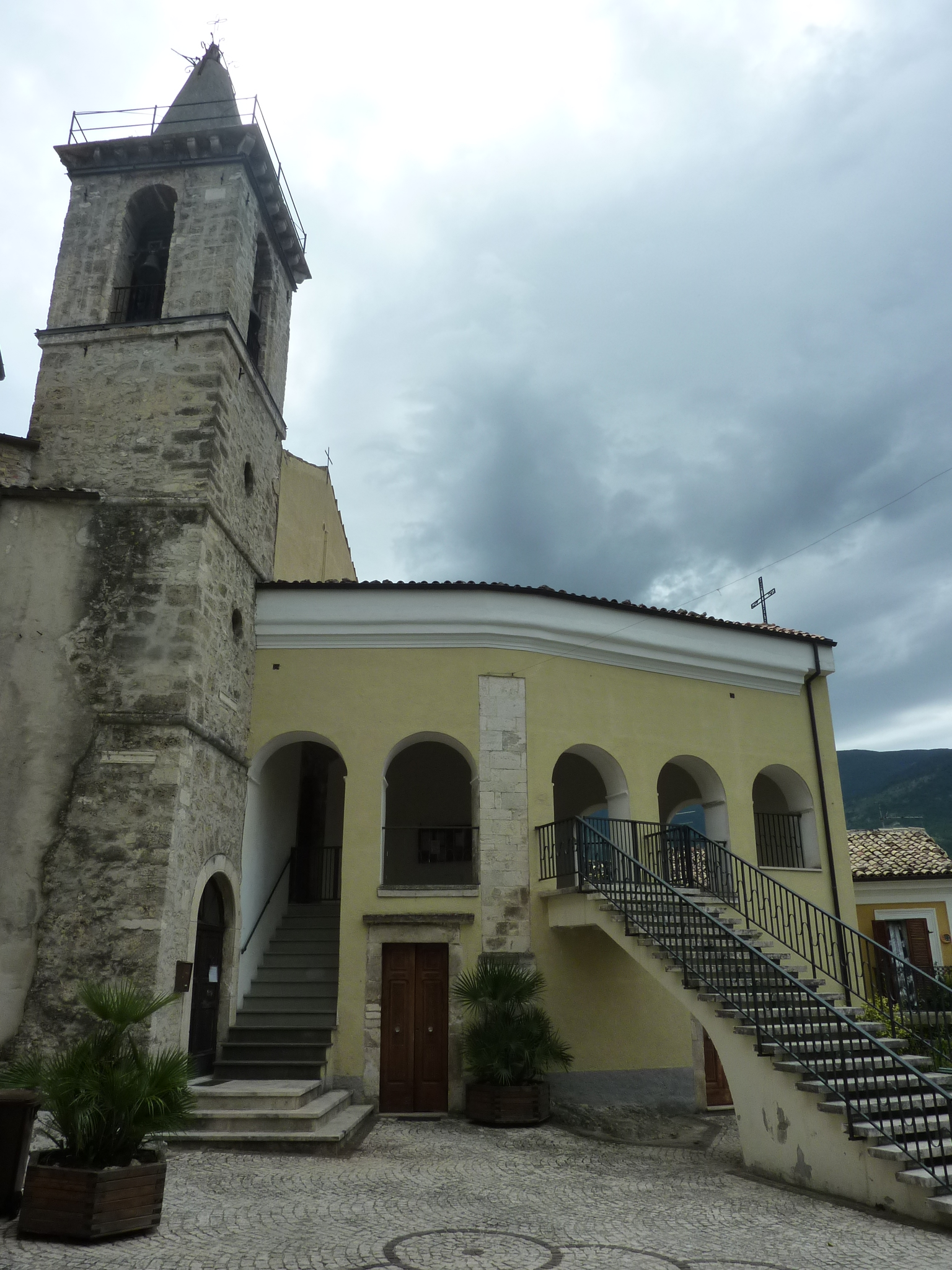
Chiesa di Santa Maria del Balzo
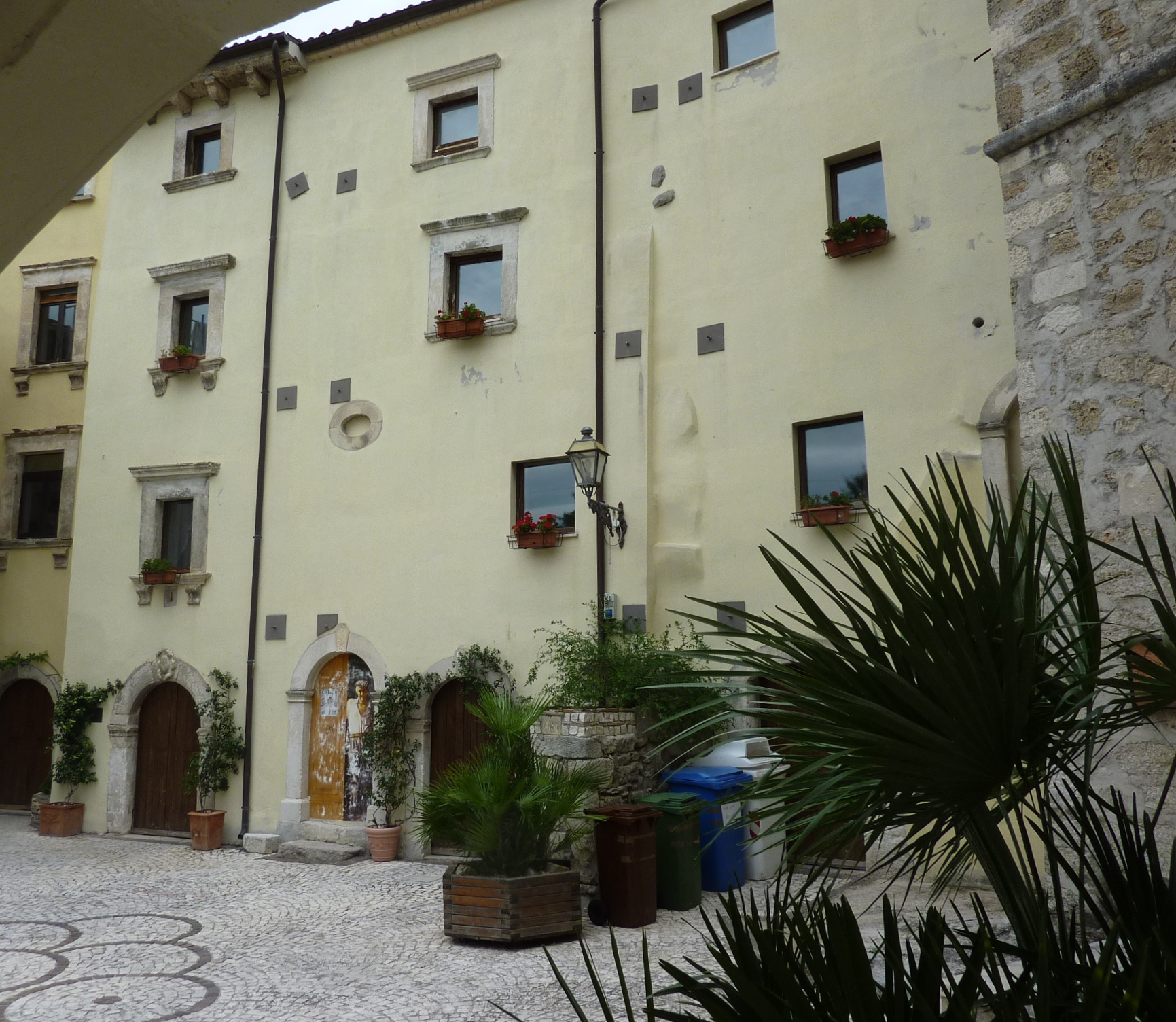
Centro del paese